# بانی من

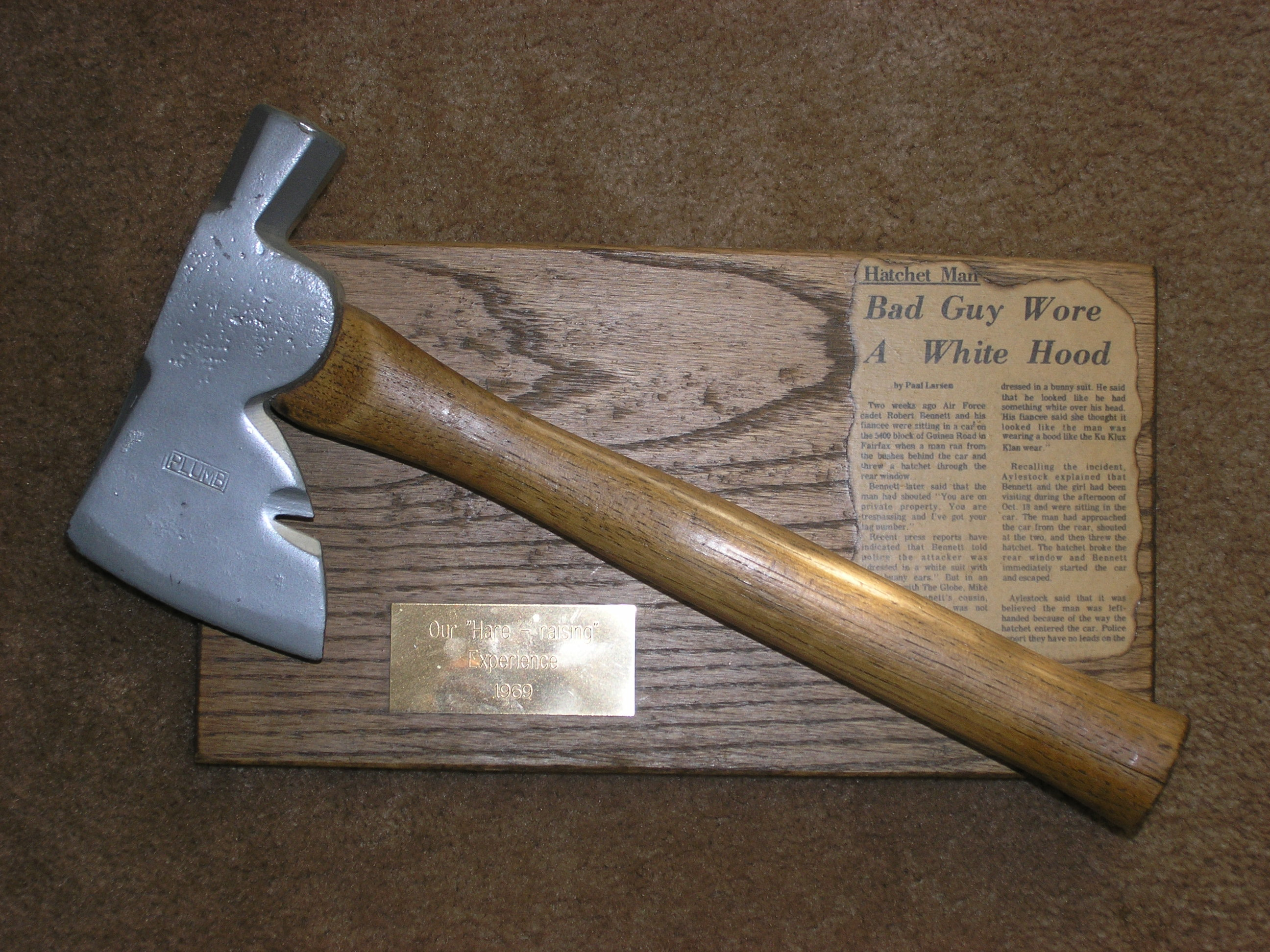
تبر واقعی استفاده شده توسط "بانی من" در سال ۱۹۷۰.

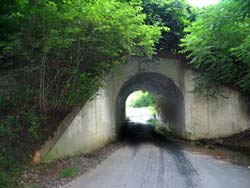
"پل بانی من" در روز

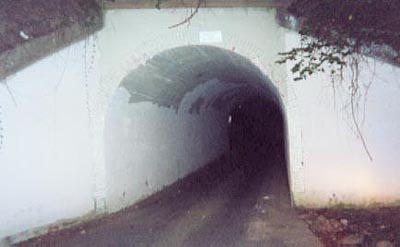
"پل بانی من" در شب

بانی‌ من یک افسانه شهری است که از دو حادثه در شهرستان فرفکس، ویرجینیا، در سال ۱۹۷۰ سرچشمه گرفته است، اما در مناطق واشینگتن، دی.سی. و مریلند پخش شده است.  افسانه تغییرات زیادی دارد. بیشتر شامل مردی است که لباس خرگوش پوشیده است و با تبر یا تیشه به مردم حمله می کند.
بیشتر داستان ها در اطراف روگذر کولچستر، یک پل روگذر راه آهن جنوبی که جاده کولچستر را در نزدیکی کلیفتون، ویرجینیا قرار می دهد، اتفاق می افتد،  که گاهی اوقات به عنوان «پل بانی‌ من» نامیده می شود.
نسخه‌های این افسانه در نام، انگیزه‌ها، اسلحه‌ها، قربانیان، توصیف لباس خرگوش یا عدم وجود آن و حتی گاهی اوقات مرگ احتمالی او متفاوت است. در برخی روایت‌ها، بدن قربانیان مثله شده است، و در برخی از تغییرات، گفته می‌شود که شبح بانی من یا شبح پیرمرد سالخورده هر سال در روز هالووین برای بزرگداشت درگذشت او از محل مرگش بیرون می‌آید.

## خاستگاه
برایان ا. کانلی، مورخ-بایگانی کتابخانه عمومی شهرستان فیرفکس، به طور گسترده در مورد افسانه بانی من تحقیق کرد. او دو حادثه مردی با لباس خرگوش را که مردم را با تبر تهدید می کند، کشف کرده است. گزارش های خرابکاری به فاصله ده روز در سال ۱۹۷۰ در برک، ویرجینیا رخ داد.
اولین حادثه در شامگاه ۱۹ اکتبر ۱۹۷۰ توسط کادت آکادمی نیروی هوایی ایالات متحده رابرت بنت و نامزدش که در حال ملاقات با اقوام در جاده گینه در برک بودند گزارش شد. حوالی نیمه شب، هنگام بازگشت از یک بازی فوتبال، طبق گزارش ها، آنها ماشین خود را در مزرعه ای در جاده گینه پارک کردند تا "از عمویی که در آن طرف خیابان از جایی که ماشین پارک شده بود دیدن کنند". وقتی روی صندلی جلو نشستند و موتور روشن بود، متوجه حرکت چیزی بیرون از شیشه عقب شدند.  لحظاتی بعد، شیشه سرنشین جلو شکسته شد و یک چهره سفید پوش در نزدیکی شیشه شکسته ایستاده بود. بنت ماشین را چرخاند در حالی که مرد در مورد تجاوز به آنها فریاد زد، از جمله: "شما در ملک خصوصی هستید و من شماره برچسب شما را دارم."  هنگامی که آنها در جاده رانندگی می کردند، این زوج یک دریچه ای را روی کف ماشین کشف کردند.
هنگامی که پلیس خواستار توصیف این مرد شد، بنت اصرار داشت که او یک لباس سفید با گوش‌های خرگوش بلند به تن داشت. با این حال، نامزد بنت ادعا کرد که ضارب آنها گوش های خرگوش روی سرش نداشت، اما نوعی کاپیروت سفید به تن داشت. هر دو به یاد آوردند که چهره او را به وضوح دیدند، اما در تاریکی نتوانستند نژاد او را تعیین کنند. پلیس پس از بررسی تیشه را به بنت بازگرداند.
دومین مشاهده گزارش شده در غروب ۲۹ اکتبر ۱۹۷۰ رخ داد، زمانی که پل فیلیپس، نگهبان ساختمان، به مردی که در ایوان خانه ای ناتمام ایستاده بود، در کینگز پارک غربی در جاده گینه نزدیک شد. فیلیپس گفت که این مرد لباس خرگوش خاکستری، سیاه و سفید به تن داشت و حدود ۲۰ سال سن داشت، قد ۵ فوت و ۸ اینچ (۱.۷۳ متر) و وزنش حدود ۱۷۵ پوند (۷۹ کیلوگرم) بود. مرد با تبر دسته بلند شروع به خرد کردن در ایوان کرد و گفت: "شما داری تجاوز می کنی. اگر نزدیک تر شدی، سرت را برمی دارم."
پلیس شهرستان فرفکس تحقیقاتی را در مورد هر دو حادثه آغاز کرد، اما هر دو در نهایت به دلیل کمبود شواهد بسته شدند.  در هفته های پس از این حوادث، بیش از ۵۰ نفر با پلیس تماس گرفتند و ادعا کردند که "بانی من" را دیده اند. چندین روزنامه، از جمله واشینگتن پست، گزارش دادند که "بانی من" گربه فراری مردی را خورده است. مقاله‌های پستی که به این حادثه اشاره کردند عبارت بودند از:
- "مردی با لباس بانی من در فرفکس جستجو می شود" (۲۲ اکتبر ۱۹۷۰)[۴]
- "خرگوش دوباره ظاهر می شود" (۳۱ اکتبر ۱۹۷۰) [۴]
- "بانی من مشاهده گردید" (۴ نوامبر ۱۹۷۰)
- "گزارش های خرگوش در حال افزایش هستند" (۶ نوامبر ۱۹۷۰)
- "بانی من، دوباره ضربه می زند" (۱ نوامبر ۱۹۷۰)

در سال ۱۹۷۳، پاتریشیا جانسون، دانشجوی دانشگاه مریلند، کالج پارک، مقاله‌ای تحقیقاتی ارائه کرد که دقیقاً ۵۴ تغییر در این دو حادثه را شرح می‌داد. بسیاری طرح اصلی را به شکل یا شکلی حفظ می کنند، اما در جزئیات مانند مکان و رویدادهای خاص متفاوت هستند. حتی تعداد انگشت شماری از مرد اسم حیوان دست اموز در حال ارتکاب قتل نام می برند، جزئیاتی که با دو مشاهده مستند در تضاد است. کانلی این را به عنوان شواهدی از چگونگی جهش داستان اصلی مرد اسم حیوان دست اموز از طریق بازگویی های مختلف ذکر می کند و این که داستان در روزهای اولیه اینترنت به اوج جدیدی می رسد.
کانلی همچنین اظهار داشت که پرتیراژترین نسخه داستان در سال ۱۹۹۹ در وب سایت Castle of Spirits ارسال شد. در آن، کاربر "Timothy J. Forbes" ادعا کرد که مرد اسم حیوان دست اموز یک محکوم به نام داگلاس جی گریفون است که در سال ۱۹۰۴ هنگام انتقال به یک مرکز جدید فرار کرد. داستان به شرح وقایع یک سری از قتل های وحشتناک و تقریباً فراطبیعی می پردازد که در پل بانی من انجام شده است، که بیشتر آنها دهه ها قبل از مشاهده های مستند رسمی رخ داده است. به گفته کانلی، «همه مشخصات ارائه شده در نسخه فوربس نادرست است». نه تنها قتل‌های اعلام شده هرگز اتفاق نیفتادند، بلکه مؤسسات کلیدی ذکر شده - مانند کتابخانه قدیمی کلیفتون، که گفته می‌شود منبع اطلاعات نویسنده بوده است - از ابتدا وجود نداشتند.

## پل روگذر کولچستر
روگذر کولچستر در حدود سال ۱۹۰۶  در نزدیکی محل ایستگاه سنگستر، ایستگاه راه‌آهن دوران جنگ داخلی در جایی که زمانی راه‌آهن نارنجی و اسکندریه بود، ساخته شد. به دلیل ارتباط آن با افسانه، پل روگذر یک مقصد محبوب برای علاقه مندان به ماوراء الطبیعه (شکارچیان ارواح) و جویندگان کنجکاوی (مسافران افسانه ای) است. علاقه در حوالی هالووین افزایش می‌یابد، و از سال ۲۰۰۳، مقامات محلی کنترل دسترسی به این منطقه را در آن زمان آغاز کردند. در طول هالووین ۲۰۱۱، بیش از ۲۰۰ نفر، برخی از دوردست‌ها از خط ایالت پنسیلوانیا-مریلند، طی یک ایست بازرسی ۱۴ ساعته ترافیکی به منطقه برگشتند.